# Il servizio segreto
Il servizio segreto (Patria) è un serial muto del 1917 diretto da Jacques Jaccard, Theodore W. Wharton e Leopold D. Wharton.
Il film fu uno dei contributi alla prima guerra mondiale di Irene Castle, che partecipava così allo sforzo bellico britannico. Suo marito Vernon, che era inglese, si era arruolato in aviazione ancora prima dell'entrata in guerra degli Stati Uniti. Nel film biografico La vita di Vernon e Irene Castle, interpretato dalla coppia Fred Astaire / Ginger Rogers, la Rogers - che veste i panni di Irene - appare in una scena che ricostruisce il set de Il servizio segreto: mentre lei, vestita da crocerossina sta per girare insieme a Roy D'Arcy (nei panni di un malefico unno), le riprese vengono interrotte da una chiamata di Vernon che, sotto le armi, telefona alla moglie negli USA.

## Episodi
1. The Last of the Fighting Channings
2. The Treasure
3. Winged Millions
4. Double Crossed
5. The Island God Forgot
6. Alias Nemesis
7. Red Dawnv
8. Red Night
9. Cat's Paw and Scapegoat
10. War in the Dooryard
11. Sunset Falls
12. Peace on the Border; or, Peace Which Passeth All Understanding
13. Wings of Death
14. Border Peril
15. For the Flag

## Produzione

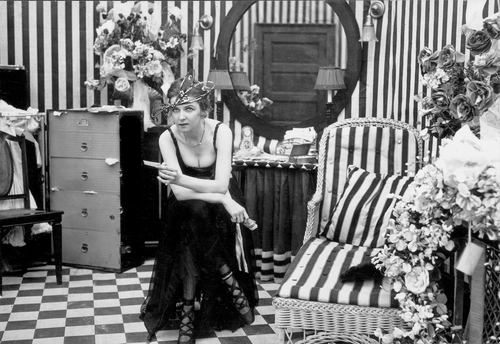
Irene Castle ne Il servizio segreto

Il film fu prodotto dall'International Film Service e dalla Wharton. Serial in quindici episodi, i primi dieci furono girati da Theodore e Leopold D. Wharton, gli ultimi cinque da Jacques Jaccard. I suoi episodi, Jaccard li girò in California, mentre i fratelli Wharton li avevano girati negli studi di Ithaca.

## Distribuzione
Distribuito dalla Pathé Exchange, il film uscì nelle sale cinematografiche statunitensi il 14 gennaio dopo una prima che si era tenuta il 6 gennaio 1917.